# رنج‌روور (ال۳۲۲)
رنج روور (ال ۳۲۲) (شناخته شده به نام "رنجروور") (به انگلیسی: Range Rover (L322))یک خودرو در کلاس اس یووی است. این خودرو در سال ۲۰۰۲ به عنوان جانشین رنج روور پی ۳۸ ای چشم به جهان گشود. این خودرو در طول حیات خود چندین بار با تغییر ابعاد روبرو شد. به‌طور مثال طول آن از ۴۹۵۰ میلیمتر در سال ۲۰۰۲ به ۴۹۷۶ میلیمتر در سال ۲۰۰۹ رسید. البته لازم است ذکر شود که این تغییرات تنها مربوط به ابعاد نبوده و شامل موتور‌های این خودروهم می‌شود. از این خودرو نمونه‌های بسیار اندکی در ایران با پلاک ملی تردد می‌کنند.
طبق اعلام لندروور جانشین مدل ال ۳۲۲ مدل ال ۴۰۵ است که از آن در سال ۲۰۱۲ رونمایی شده بود.